# Casa (gruppo musicale)
I Casa sono un gruppo rock italiano fondato nel 1998 a Vicenza da Filippo Bordignon, Francesco Spinelli, Stefano Antonelli e Federico Pellizzari.

## Storia
Nel 1998 Francesco Spinelli (chitarra elettrica), Federico Pellizzari (batteria) e Stefano Antonelli (basso elettrico) decidono di formare un gruppo alternative rock.
Dopo aver reclutato Filippo Bordignon (cantante e paroliere) danno inizio all'attività concertistica cambiando più volte nome (Ubu Famiglia, Ubu Kafka e Kafka); debuttano come Casa nel 1999 con un demo omonimo autoprodotto. Per il primo album ufficiale della band si dovrà attendere il 2007 con la creazione dell'etichetta Dischi Obliqui, grazie alla quale la band pubblicherà tutti gli album lì a venire.
La parca e discontinua attività live del gruppo è motivata da una ritrosia per i viaggi di Bordignon, il quale ha vagamente giustificato il proprio disagio come "mancanza di energia vitale". Nonostante ciò, al fine di provocare le reazioni degli spettatori, i Casa hanno animato nel corso degli anni i propri spettacoli con le provocazioni più disparate insultando il pubblico, donando al pubblico cd, dischi, libri e DVD miscellanei, limitandosi a far suonare il cd di un'altra band durante un concerto, gettando antidepressivi dal palco, interrompendo l'esecuzione di un brano per rispondere al telefono cellulare.
L'8 aprile 2007 aprono a San Vito di Leguzzano il concerto della krautrock band tedesca Faust.
Nel 2008 partecipano alla terza edizione del festival di arte contemporanea Tina B, a Praga; la loro esibizione presso il teatro Laterna Magika prende il nome di Intuitive action ed è dedicata alla parafilia dello sniffing (tema ripreso nel videoclip della canzone P2 e nella copertina dell'album Un giorno il mio principe verrà). Per l'occasione, i Casa si avvalgono della collaborazione performativa di Paola Simonetto e del contributo video di un videomaker vicentino; nelle vesti di cantante, un artista portatore di sordità grave. Dopo alcuni minuti, le proteste del pubblico convincono l'organizzazione a staccare la corrente elettrica sul palco; i musicisti termineranno così l'esibizione suonando gli strumenti non amplificati.
Il 30 giugno 2008 si esibiscono presso il Giardino Magico Busnelli di Dueville, musicando il film muto di Buster Keaton Calma, signori miei!.
In risposta all'accesa polemica pubblica in merito al caso di Eluana Englaro, il 10 febbraio 2009, un giorno dopo la morte della stessa, il gruppo diffonde su internet un filmato nel quale dichiara collettivamente la propria volontà di non subire alcun accanimento terapeutico allorquando se ne prospettasse la possibilità; è questo il primo tentativo di video testamento collettivo documentato in Italia e il primo caso di video testamento registrato da un gruppo musicale al completo.
Il 30 aprile 2009 aprono a Bassano del Grappa il concerto della band new wave Diaframma.
Il 9 ottobre 2009 aprono a Padova il concerto del musicista no-wave James Chance.
Il 20 marzo 2010 mettono in scena presso il teatro Busnelli di Dueville l'opera minimalista in sei atti Prima di scoppiarmi, da un testo di Pietro Scarso con coreografia di Paola Simonetto.. Le musiche dello spettacolo, opportunamente ri-arrangiate, verranno incluse in una suite in sei movimenti dal titolo Vicenza inclusa nel loro quarto album, Peggioramenti.
Nel 2010 ha inizio il progetto parallelo ai Casa Little Jew Quartet, ensemble di improvvisazione totale formato dai quattro membri della band e da altri quattro musicisti assoldati di volta in volta al fine di determinare, a detta del gruppo, “un sound irripetibile che evidenzia l'unicità dell'attimo esecutivo”.
Sempre più interessati ai concetti di aleatorietà teorizzati dal compositore di musica contemporanea John Cage, partecipano alle edizioni 2011 e 2012 della rassegna culturale Entrata di Emergenza tenutasi a Vicenza con le performance Imitazione Aleatoria di Cristo e Arbitraria 2012: la prima concerne la lettura a quattro voci del testo Imitazione di Cristo mediante l'utilizzo di tecniche di lettura determinate casualmente dal tiro di dadi; la seconda coinvolge performer e ballerini di danza contemporanea chiamati a scegliere casualmente dei biglietti con indicazioni musicali per i musicisti e a improvvisare sulla musica derivante.
A giugno 2012 entrano in studio per registrare il brano Paura del tempo dei Frigidaire Tango che uscirà a dicembre di tale anno nell'album tributo Autori vari risuonano i Frigidaire Tango per l'etichetta Go Down Records insieme a gruppi quali Diaframma e Giorgio Canali & Rossofuoco.
A ottobre 2012 viene diffuso l'annuncio di un nuovo cambio di lineup (esce Marco Papa ed entra Matteo Scalchi); la formazione così rivista inizia a lavorare alla tracklist del suo primo album dal vivo, che uscirà nel 2013 e conterrà sei brani inediti e sei reinterpretazioni di canzoni edite.
Il 23 novembre 2013 aprono a San Vito di Leguzzano il concerto di Damo Suzuki.
Con un breve messaggio sulle loro pagine ufficiali di facebook e twitter il 20 gennaio 2016 il gruppo dichiara conclusa l'attività live e in studio di registrazione nell'ambito del pop-rock.
Il 28 aprile 2016 un post sulla pagina twitter della band anticipa la registrazione di un nuovo album entro l'anno, di cui Bordignon sarebbe unico compositore. Si tratterebbe di un progetto strumentale con una formazione di musicisti provenienti dal mondo della Musica Classica, a titolo Variazioni Gracchus.
Il 31 agosto 2017 un post sulla pagina facebook dei Casa comunica la prossima registrazione di un nuovo album entro il 2018. Si tratterebbe di un progetto strumentale composto dal solo Bordignon e suonato impiegando esclusivamente sintetizzatori analogici.
Il 12 aprile 2019, intervistato durante la trasmissione radiofonica Segnali di fumo, Bordignon annuncia la prossima realizzazione di un decimo album a nome Casa, composto da brani originali suonati esclusivamente in acustico.

## Influenze e genere
Nonostante la critica musicale abbia accostato nel corso degli anni la musica dei Casa a gruppi tra loro distanti quali Area, Television, Captain Beefheart & His Magic Band, Can e Slint in alcune interviste il gruppo ha citato come proprie influenze musicisti quali Sandy Bull, Juan García Esquivel, il genere Adult Oriented Rock e il Country Blues di Sylvester Weaver e Barbecue Bob. Indizi aggiuntivi sulle influenze del gruppo sono rintracciabili nei titoli delle canzoni Terry Riley (su Vita politica dei Casa), Nick Drake (su Un giorno il mio principe verrà) e Morton (su Crescere un figlio per educarne cento), dedicata al compositore Morton Feldman. Sotto un profilo vocale il cantato di Bordignon è stato associato a quello di Tim Buckley e Alan Sorrenti in Aria.
Nel corso della loro discografia i Casa si sono approcciati a generi diversi: blues (Volonté blues, Blues morto), folk (Attraverso le stagioni), la musica elettronica (Kriya Yoga, Il terzo stile), pop (Non lasciarmi mai), rock (Beba la moldava) e jazz (Interludio a forma di croce).

## Dischi Obliqui
L'etichetta della band, fondata da Massimo Ferrauto, Filippo Bordignon e Francesco Spinelli, nasce ufficialmente il 1º aprile 2007 con l'esordio discografico dei Casa. Oltre all'intera discografia della band, ha pubblicato album di artisti della scena indipendente vicentina quali Outsider, Nico Bonato, e Nova Sui Prati Notturni.

## Formazione

### Formazione attuale
- Filippo Bordignon - voce, chitarra (1998-presente)
- Filippo "Fefé" Gianello - basso (2008-presente)
- Ivo Tescaro - batteria (2008-presente)
- Matteo Scalchi - chitarra (2012-presente)

### Ex componenti
- Francesco Spinelli - chitarra (1998-2010)
- Stefano Antonelli - basso (1998-2004)
- Federico Pellizzari - batteria (1998-2008)
- Alessandro Milan - basso (2004-2008)
- Marco Ferrari - chitarra (2010-2011)
- Marco Papa - chitarra (2011-2012)

## Discografia

### Album studio
- 2007 - Vita politica dei Casa, Dischi Obliqui
- 2008 - Remake, Dischi Obliqui
- 2009 - Un giorno il mio principe verrà, Dischi Obliqui
- 2010 - Peggioramenti, Dischi Obliqui
- 2012 - Crescere un figlio per educarne cento, Dischi Obliqui
- 2014 - Una fine continua, Dischi Obliqui
- 2015 - My Magma, Dischi Obliqui
- 2016 - Variazioni Gracchus, Dischi Obliqui
- 2018 - L'inottenibile, Dischi Obliqui
- 2020 - Ultimo esordio, Dischi Obliqui
- 2021 - Nova esperanto, Dischi Obliqui
- 2024 - Cuore esicasta, Dischi Obliqui

### Singoli
- 2021  – Il terzo stile #4 feat. Arkfy
- 2021  – Mistera Paraguay feat. Magenta e Marco Ronzani

### Partecipazioni a compilation
- 2013 - Artisti Vari Risuonano I Frigidaire Tango con Paura del tempo su etichetta Go Down Records[32]
- 2021 - ..o sarai ribelle, o non sarai! con Gudrun doo bop su etichetta Hellbones Records[33]

## Demo
- 1999 - Casa

### Videoclip
- 2007 – Tutti impazziscono per i tuoi occhi di cammello ma lui no, tratto da Vita politica dei Casa
- 2008 – Tutti impazziscono per i tuoi occhi di cammello ma lui no (feat. Acidhead), tratto da Remake
- 2009 – P2 tratto da Un giorno il mio principe verrà con interprete Paola Simonetto
- 2009 – Ho conosciuto le tue ossa di femmina, regia di Fabio Ferrando con interprete Beatrice Zen, tratto da Un giorno il mio principe verrà
- 2009 – Kriya Yoga, regia di Pietro Scarso con interprete Paola Simonetto, tratto da Un giorno il mio principe verrà
- 2009 – Climaterio, regia di Paola Simonetto con interpreti Francesco Spinelli e Paola Sebellin, tratto da Un giorno il mio principe verrà
- 2010 – Part time, diretto da Vittorio Demarin, tratto da Peggioramenti
- 2010 – Non provateci da casa, tratto da Peggioramenti
- 2012 – Non lasciarmi mai, regia di Fabio Ferrando con interprete Emanuela Tassini, tratto da Crescere un figlio per educarne cento
- 2012 – Interludio a forma di croce, regia di Mauro Corti con interprete Moira Parise, tratto da Crescere un figlio per educarne cento
- 2012 – Il terzo stile, da un soggetto di Filippo Bordignon, tratto da Crescere un figlio per educarne cento
- 2014 – I sei poli di fascicolazione, regia di Filippo Leoni con opere e interpretazione di David Riganelli, tratto da Una fine continua
- 2014 – Life in Ser.T., regia di Paola Simonetto, tratto da Una fine continua[34]
- 2015 – La zuppa con il coltello, video prodotto da Ruggero Freato, tratto da My Magma
- 2015 – Tacet, video prodotto da Pietro Scarso, tratto da My Magma
- 2017 – Variazioni Gracchus - Aria, video tratto da Variazioni Gracchus con interprete Gianluca Moretto
- 2017 – Variazione II, video di Gabriele Grotto tratto da Variazioni Gracchus
- 2017 – Variazione V, video di Paola Simonetto tratto da Variazioni Gracchus
- 2018 – L'inottenibile (estratto), video di Paola Simonetto tratto da L'inottenibile
- 2020 – Ruit hora, video di Aldo Franceschini e Nuka Art Studio con  Veronica Brusaferro tratto da Ultimo esordio
- 2024 – Meister, video di Massimo dal Lago tratto da Cuore esicasta

## Cover

### Pubblicate
- Paura del tempo - Frigidaire Tango (Artisti Vari risuonano i Frigidaire Tango)[35]

### Esibizioni Live
- Sweet Jane - The Velvet Underground
- Listen to this - Red Crayola
- Sand - Lee Hazlewood
- Fever - Otis Blackwell
- The Auld Triangle - Dominic Behan
- An Older Lover Etc. - The Fall
- I'll Never Say Never to Always - Charles Manson
- A fool no more - Peter Green
- I Put a Spell on You - Screamin' Jay Hawkins
- Golden Hair - Syd Barrett